# Conashaugh Lakes
Conashaugh Lakes es un lugar designado por el censo ubicado en el condado de Pike en el estado estadounidense de Pensilvania. En el año 2010 tenía una población de 1.294 habitantes y una densidad poblacional de 145,3 personas por km².

## Geografía
Conashaugh Lakes se encuentra ubicado en las coordenadas 41°18′25″N 75°59′35″O / 41.30694, -75.99306. Según la Oficina del Censo de los Estados Unidos, Conashaugh Lakes tiene una superficie total de 3,42 mi² (8,9 km²), de la cual 2,61 mi² (6,8 km²) corresponden a tierra firme y 0,81 mi² (2,1 km²) es agua.